# Bodegraj
Bodegraj ist ein Ort in der Općina Okučani in der Gespanschaft Brod-Posavina. Sie liegt zwischen Okučani und Lađevac an der Straße nach Novska. Nach der Volkszählung von 2011 hatte Bodegraj 392 Einwohner, wobei es 2001 noch 506 Einwohner hatte. Von diesen erklärten sich 395 als Kroaten und 94 als Serben.

## Belege
1. ↑  Popis stanovništva Republik Hrvatske 2011., www.dzs.hr